# Krystyna Nazar
Krystyna Nazar (ur. 10 marca 1939 w Warszawie, zm. 24 marca 2014 tamże) – polski fizjolog, prof. dr hab. n. med.

## Życiorys

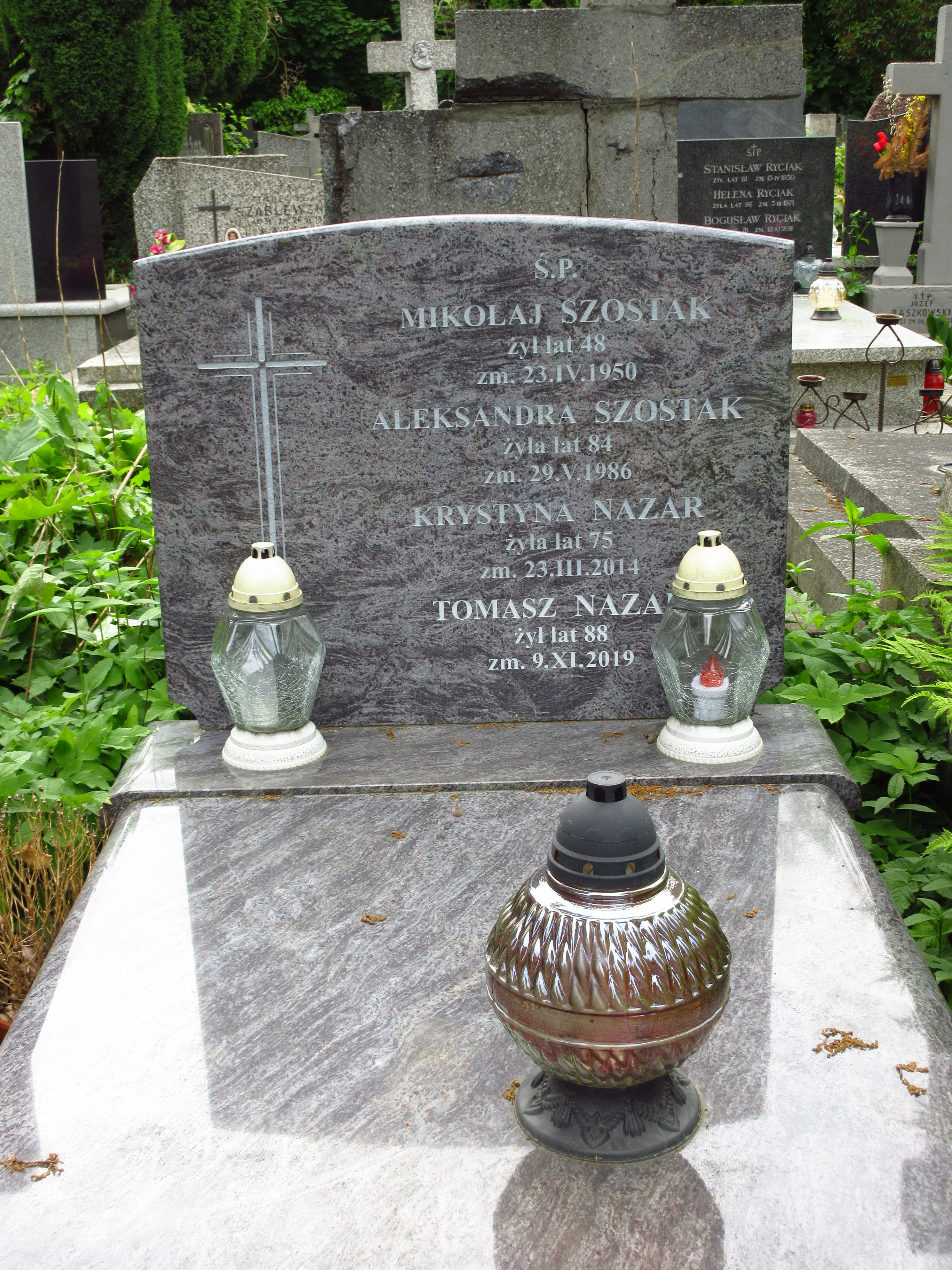
Grób profesor Krystyny Nazar na cmentarzu Bródnowskim

Ukończyła studia na Wydziale Lekarskim Akademii Medycznej w Warszawie. Podczas studiów rozpoczęła pracę w Zakładzie Fizjologii Akademii Wychowania Fizycznego w Warszawie pod kierunkiem prof. Włodzimierza Missiuro. Pracowała w Zakładzie Fizjologii Akademii Wychowania Fizycznego im. Józefa Piłsudskiego w Warszawie (1958-1963), profesor Instytutu Medycyny Doświadczalnej i Klinicznej im. Mirosława Mossakowskiego PAN, była pracownikiem Centralnego Instytutu Ochrony Pracy - Państwowego Instytutu Badawczego (CIOP) oraz Wojskowego Instytutu Medycyny Lotniczej.
Pełniła funkcję wiceprezesa ds. naukowych Polskiego Towarzystwa Medycyny Sportowej, skarbnika Polskiego Naukowego Towarzystwa Otyłości i Przemiany Materii, członka Komitetu Nauk Fizjologicznych PAN.
Wyróżniona tytułem Doktora honoris causa Akademii Wychowania Fizycznego im. Eugeniusza Piaseckiego w Poznaniu oraz Akademii Wychowania Fizycznego we Wrocławiu.
Pochowana na cmentarzu Bródnowskim (kwatera 35E-I-23).